# Aliaksandra Ramanouskaya
Aliaksandra Ramanouskaya , née le 22 août 1996, est une skieuse acrobatique biélorusse. 

## Carrière
Le 6 février 2019, elle remporte une médaille d'or en saut lors des championnats du monde.